# Francisco Pérez Sierra

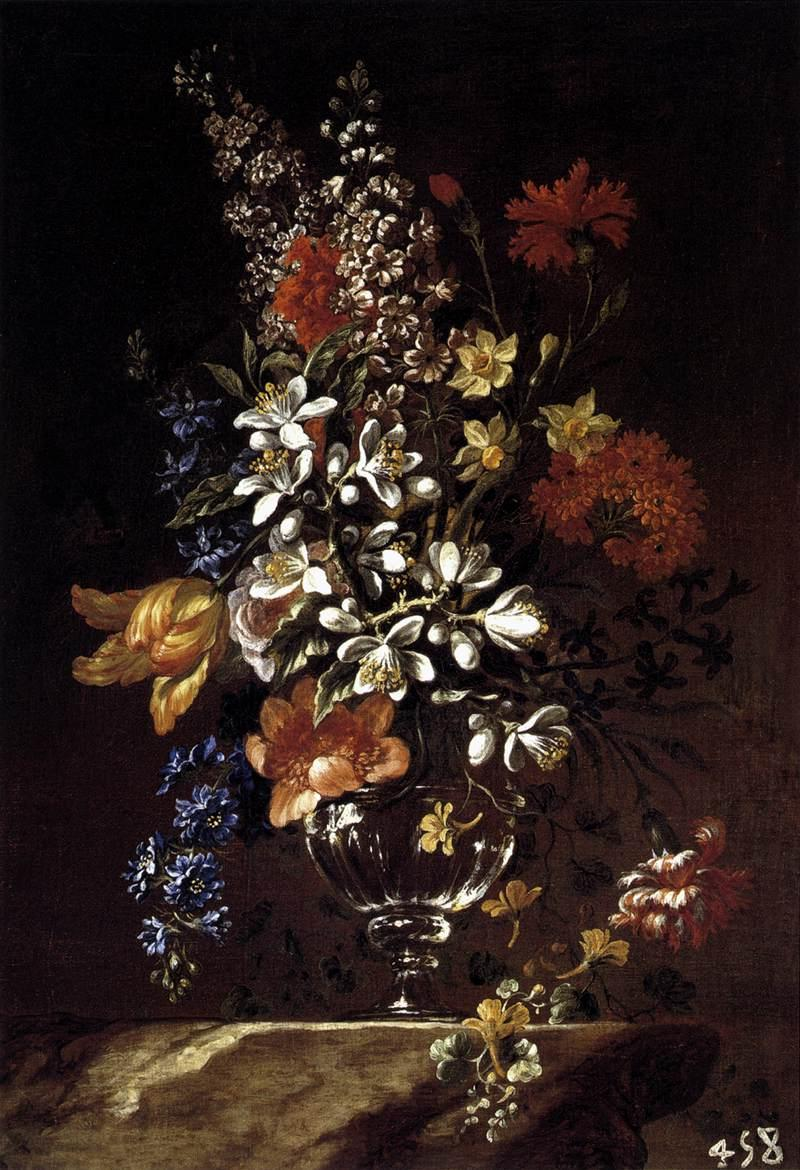
Florero, hacia 1690, óleo sobre lienzo (62 x 43 cm), Madrid, Palacio Real.

Francisco Pérez Sierra (c. 1627-1709) fue un pintor barroco español.
Nacido en Nápoles fue, según Antonio Palomino, hijo de un militar español casado con una hija del gobernador de Calabria. Según el mismo biógrafo, fue discípulo de Aniello Falcone en Nápoles y de Juan de Toledo en Madrid, al tiempo que servía de paje a don Diego de la Torre, secretario en la corte para los asuntos de Italia.
Poco se sabe de su pintura, aparte de lo que cuenta de él Palomino, quien asegura que fue experto en pintar batallas, países y cabañas, además de realizar algunas obras religiosas, entre las que destacaba una de San Francisco de Paula para el desaparecido convento de la Victoria de Madrid. También pintó al fresco y al temple en colaboración con Francisco Rizi y Juan Carreño de Miranda en la Huerta de Sora, propiedad del marqués de Eliche y debió de alcanzar cierto prestigio como pintor de perspectivas fingidas para altares y otras arquitecturas efímeras destinadas a solemnidades festivas. De todo ello únicamente se conserva una Inmaculada Concepción firmada en 1655 en el convento de las Trinitarias Descalzas de Madrid, obra de composición compleja con fuertes resonancias de Rizi manifiestas también en dos óleos propiedad del Museo del Prado, procedentes del convento de Santa María de los Ángeles de Madrid: Santa Ana conduciendo a la Virgen (depositado en San Jerónimo el Real) y San Joaquín (Museo de Bellas Artes de Granada).
Palomino, que lo conoció, asegura que tras obtener por mediación de Diego de la Torre el cargo de agente general de los Presidios de España y disponiendo de una considerable hacienda, se aplicó por gusto «a pintar flores y frutas por el natural (con ocasión de un muy pulido jardín que tenía en su casa) que era en la calle de las Infantas». Un par de floreros, a él atribuidos, propiedad del Patrimonio Nacional, pueden servir de testimonio de su obra en este terreno, en el que mereció los elogios de sus contemporáneos. Murió a edad avanzada en Madrid, en 1709.